# 阿萨德·沙里夫
阿萨德·沙里夫（1973年2月22日—2022年10月23日）是一名巴基斯坦记者、作家以及电视新闻主播，专门从事调查报导，为包括英国在内的国家和国际新闻机构报道过许多政治事件。2019年3月23日，巴基斯坦总统阿里夫·艾维授予他“表演成就奖”，以表彰他对新闻事业的贡献。2022年10月23日，他在肯尼亚被警察枪杀。
沙里夫是ARY新闻节目《权力游戏》（Power Play）的主持人，亦曾在AAJ新闻担任新闻部主任。加入AAJ之前，他还担任过顿尼亚新闻的采编部总监，并担任节目《Kyun》的主持人。

## 早年生活
阿萨德·沙里夫出生于巴基斯坦的卡拉奇，父亲是巴基斯坦海军指挥官穆罕默德·沙里夫。 1993年，还是一名学生的沙里夫以自由职业者的身份开始新闻生涯，后来获得伊斯兰堡真納大學公共行政硕士学位。 

## 记者生涯
沙里夫的第一份媒体工作是于1999年在周刊《Pulse》中担任专栏作家、记者和总编，他于1999年加入《喀拉蚩新聞報》，于2001年加入《黎明报》。
谢里夫专门从事国防和外交事务方面的报道，曾报道过发生于联邦直辖部落地区的冲突，还为位于伦敦、巴黎、斯特拉斯堡和基尔的巴基斯坦主要新闻机构进行报道。2012年，沙里夫获得阿加希奖。作为主播的沙里夫和制片人艾迪尔·拉哈凭借节目《Powerplay》获2016年年度调查记者奖。2018年，沙里夫获阿加希人民选择奖，为当年最受欢迎的男性时事主播。
2014年，沙里夫开始在ARY新闻上主持节目《Power Play》。
沙里夫亦曾担任AAJ新闻和顿尼亚电视的新专理事，2011年担任《黎明新闻》总编辑。
2022年8月，沙里夫为避免被捕而逃离巴基斯坦，此前他曾受到多项指控，包括因采访巴基斯坦正義運動领导人沙赫巴兹·吉尔而被指控煽动叛乱，后者曾在采访中发表争议言论。沙里夫称自己的生命受到了威胁，先是搬到迪拜，后来又搬到肯尼亚。

## 遇刺
2022年10月23日，沙里夫在肯尼亚卡贾多被当地警察枪杀。肯尼亚警方称这起枪击事件的发生是因为“身份判断错误” ，而社交媒体上则有人猜测沙里夫系被暗杀。10月24日，肯尼亚独立警察监督局宣布对沙里夫之死展开调查。2022年10月26日，由巴基斯坦聯邦調查局总部主任阿塔尔·瓦希德和情报局副局长乌马尔·沙希·哈米德组成的调查委员会成立。随后，2022年11月8日，巴基斯坦总理夏巴茲·謝里夫要求首席大法官奥马尔·阿塔·班迪尔成立司法委员会，以公平、可靠的方式调查这起刺杀案。班迪尔于2022年12月6日宣布，他已取得这起谋杀案的自主裁决权。

### 反应
谢里夫被杀害的消息引起了巴基斯坦国内外的震惊。巴基斯坦总统阿里夫·艾维形容沙里夫的去世是“新闻业和巴基斯坦的巨大损失”。巴基斯坦总理夏巴茲·謝里夫称这起刺杀事件是一个“令人震惊的消息”。前总理伊姆兰·汗在Twitter上表示他“对阿萨德·沙里夫被残酷谋杀感到震惊，他为了说真话，付出了生命的代价”。
巴基斯坦联邦记者联盟（PFUJ）主席阿夫扎尔·巴特对这一消息表示悲痛，并呼吁对沙里夫被杀事件进行调查。 巴基斯坦记者卡姆兰·汗在推特上对政府提出质疑，要求总理夏巴茲·謝里夫“停止欺骗国人”。
大批民众参加了阿尔沙德·谢里夫的葬礼并为之祈祷。沙里夫的密友和同事也到沙里夫家表示哀悼，包括伊姆兰·汗和谢赫·拉希德·艾哈迈德。
联合国教科文组织总干事奧德蕾·阿祖萊在2022年10月26日发布的新闻稿中对阿尔沙德·谢里夫被杀事件表示谴责。教科文组织“通过文字和图像促进思想的自由流动”的任务包括保护记者和媒体工作者免受与其职责有关的任何形式的攻击和报复 ，因此这起谋杀案的发生和有关情况已在联合国教科文组织网站“遇害记者观察站”上进行分类和在线存档。

## 个人生活
阿萨德·沙里夫的父亲、海军指挥官穆罕默德·沙里夫于2011年5月在军队心脏病协会因心脏病去世。2011年5月，他的弟弟阿什拉夫·沙里夫在得知父亲去世的消息后，立即离开了班努军营，并拒绝司机以及任何护送。汽车开出几公里后偏离道路，并撞到一棵树木，导致阿什拉夫死亡，其后穆罕默德·沙里夫和阿什拉夫·沙里夫被以完全军礼安葬于H-11墓地。
阿萨德于2001年与索米娅·沙里夫结婚。

## 奖项和荣誉
- 2019年表演成就奖，由巴基斯坦总统颁发[7]
- 2012年阿加希奖[13]